# Rattus morotaiensis
Rattus morotaiensis es una especie de roedor de la familia Muridae.

## Distribución geográfica
Es endémica de las Molucas septentrionales Indonesia. 